# Dolné Srnie
Dolné Srnie je naseljeno mjesto u okrugu Nové Mesto nad Váhom u  Trenčínskom kraju u Slovačkoj.

## Stanovništvo
| Godina:     | 1993. | 2003.    | 2013.   | 2023.   |
| ----------- | ----- | -------- | ------- | ------- |
| Broj ljudi: | 807   | 910      | 969     | 983     |
| Razlika:    |       | +12,76 % | +6,48 % | +1,44 % |

| Godina:     | 2022. | 2023.   |
| ----------- | ----- | ------- |
| Broj ljudi: | 987   | 983     |
| Razlika:    |       | -0,40 % |

Prema podacima o broju stanovnika iz 2023. godine naselje je imalo 983 stanovnika.

## Vanjske poveznice
|  | Zajednički poslužitelj ima još gradiva o temi Dolné Srnie |

- Službena stranica naselja (sl.)